# Amenemhat VI
Amenemhat VI of Amenemhet VI is een koning van de 13e dynastie uit de Egyptische oudheid.

## Biografie
Amenemhat VI of Ameni-Antef-Amenemhat is bekend met zijn troonnaam S'ankh-ib-re uit de Turijnse koningslijst. Van de koning is bekend een rolzegel, in Heliopolis is er blok met inscriptie van de koning en de Koningslijst van Karnak vermeldt hem ook.